# Joe Cole
Joseph John "Joe" Cole (født 8. november 1981) er en engelsk fodboldspiller der til daglig spiller for Tampa Bay Rowdies i USA. Cole har (pr. april 2018) spillet 56 kampe for Englands fodboldlandshold.
Han har tidligere spillet for Chelsea, Liverpool F.C., Lille OSC og West Ham United.

## Landsholdskarriere
Cole debuterede for det engelske landshold i en kamp mod Mexico den 25. maj 2001 og scorede sit første landsholdsmål imod Serbien og Montenegro den 3. juni 2003. Han har optrådt ved 3 VM-slutrunder, senest til VM 2010.

## Fodnoter
1. 1 2  "Joe Cole". TheFA.com. Arkiveret fra originalen 28. juli 2010. Hentet 19. juli 2010. (engelsk)
2. ↑  "England 2 - Serbia & Mont 1". englandstats.com. Hentet 21. juli 2010. (engelsk)

- Wikimedia Commons har flere filer relateret til Joe Cole